# 吕邦普雷
吕邦普雷（法語：Rubempré，法語發音：[ʁybɑ̃pʁe]）是法国上法蘭西大區索姆省的一个市镇，属于亚眠区。

## 地理
吕邦普雷（50°1'8"N, 2°23'9"E）面积10.08 平方千米，位于法国上法蘭西大區索姆省，该省份为法国北部沿海省份，北起加来海峡省和北部省，西接滨海塞纳省和大西洋英吉利海峡，南至瓦兹省，东临埃纳省。
与吕邦普雷接壤的市镇（或旧市镇、城区）包括：巴沃兰库尔、阿吕河畔博库尔、埃里萨尔、米尔沃、莫利安欧布瓦、皮埃尔戈、塔尔马、维莱博卡日。

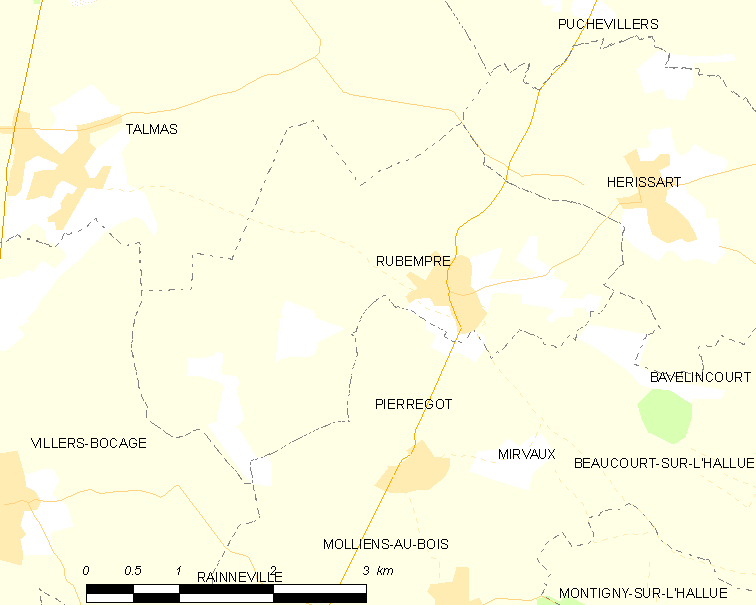
吕邦普雷的OSM定位图

吕邦普雷的时区为UTC+01:00、UTC+02:00（夏令时）。

## 行政
吕邦普雷的邮政编码为80260，INSEE市镇编码为80686。

## 政治
吕邦普雷所属的省级选区为科尔比县。

## 人口

1962-2008年间吕邦普雷人口变化图示

吕邦普雷于2022年1月1日时的人口数量为723人。